# Wallace Breem
Pour les articles homonymes, voir Breem.
Œuvres principales
- L'Aigle dans la neige

Wallace Breem, né en 1926 et mort en 1990, est un écrivain et bibliothécaire britannique, conservateur des manuscrits de la Bibliothèque de droit Inner Temple à sa mort, mais peut-être plus largement connu pour ses trois romans historiques, dont le classique L'Aigle dans la neige (1970). 
À l'âge de 18 ans, Breem entre à l'école de formation des officiers de la British Indian Army et est nommé en 1945 officier du Corps des guides, un détachement de cavalerie d'élite des Forces de la frontière du Nord-Ouest. Après l'indépendance de l'Inde en 1947, Breem revient en Angleterre et occupe divers emplois dont ouvrier dans une tannerie, assistant d'un vétérinaire, et collecteur de loyers dans l'East End de Londres. Il rejoint finalement le personnel de la bibliothèque de l'Inner Temple à Londres, en 1950. 
Breem est membre fondateur de l'Association britannique et irlandaise des bibliothèques de droit (BIALL), dont il a tenu, à divers moments, les charges de secrétaire, de trésorier, de vice-président et de président.
En 1990, le BIALL a inauguré le Wallace Breem Award à sa mémoire.

## Romans
- L'Aigle dans la neige, Édition du Porte-Glaive, 1991 ((en) Eagle in the Snow, Gollancz, 1970)Réédition sous le titre L'Aigle de Rome aux éditions Panini, collection Éclipse, en 2014
- (en) The legate's daughter, Arrow Books, 1975  (ISBN 978-0-099-11010-1)
- (en) The leopard and the cliff, St. Martin's Press, 1978  (ISBN 978-0-312-48008-0)